# 佐藤智雄

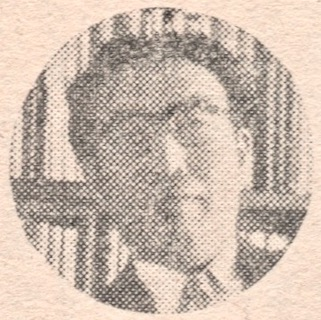
1956年の佐藤

佐藤 智雄（さとう ともお、1917年5月14日－2000年2月8日）は、日本の社会学者。中央大学名誉教授。専門は、ジャーナリズム論・メディア論・新聞学・宗教社会学。新潟県佐渡郡相川町出身。
日蓮宗の古刹の寺社に生まれる。1941年立正大学文学部哲学科卒業。同文学部助手。1946年立正大学文学部専門部専任講師。1949年中央大学経済学部助教授。1951年中央大学文学部助教授。1960年中央大学文学部教授。1969年中央大学評議員（〜1985年）。1988年中央大学定年退職。同名誉教授。淑徳大学社会福祉学部教授。1989年同大学院社会福祉学研究科教授。1992年淑徳大学退職。
学外の役職として、日本社会学会理事、日本新聞学会理事、1960年NHK放送文化研究所研究委員（〜1970年）、1965年広告電通賞審査委員（〜1969年）、1976年日本生活環境センター理事、1985年文部省科学技術審議会専門委員、放送大学教養学部客員教授など。

## 著書
- 『新しい布教法 : 宗教宣伝学』平楽寺書店 1955.10
- 『流行 : その魅力の分析』日本教文社 1955.11
- 『現代の社会学』 ルネ・ケーニッヒ著 鈴木幸寿と共訳　誠信書房 1957.7
- 『社会心理学』 ウッダード著 佐藤訳　誠信書房 1958.
- 『地方都市 : 糸魚川市の実態』 編著 東京大学出版会 1961.10
- 『疎外と連帯 : 宗教的政治的信念体系』 デ・グレージア原著 池田昭と共訳 勁草書房 1966.11
- 『社会心理学』 柳井道夫と共編　学文社 1972.4
- 『歴史としての現代社会』 編著　中央大学出版部 1973
- 『現代社会と社会学』 編著　中央大学出版部 1974.3
- 『生活構造の社会学（改訂版）』 編著　中央大学出版部 1976.4